# Тридекасамарийоктапентаконтацинк
Тридекасамарийоктапентаконтацинк — бинарное неорганическое соединение
самария и цинка
с формулой Zn58Sm13,
кристаллы.

## Получение
- Сплавление стехиометрических количеств чистых веществ:

{\displaystyle {\mathsf {13Sm+58Zn\ {\xrightarrow {908^{o}C}}\ Zn_{58}Sm_{13}}}}

## Физические свойства
Тридекасамарийоктапентаконтацинк образует кристаллы
гексагональной сингонии, пространственная группа P 63mc, параметры ячейки a = 1,440 нм, c = 1,407 нм, Z = 2,
структура типа октапентаконтацинктридекагадолиния Gd13Zn58
.
Соединение конгруэнтно плавится при температуре 908 °C
.